# Liga Provincial de Fútbol del Callao
La Liga Provincial de Fútbol del Callao fue una liga de fútbol encargada de organizar los torneos en el Callao, Perú. Fue la única liga oficial por muchos años antes de la aparición de las ligas distritales chalacas. Fue fundada en 1932 siendo formada por la mayor parte de equipos del primer puerto, que se separaron del campeonato organizado por la FPF y así creando su propia liga de fútbol. En 1936 pasó a ser una categoría inferior a la división de honor fusionada con la Liga Provincial de Fútbol de Lima y al año siguiente, se separan y competían entre sí, por el ascenso a la división de honor. Entre los años, 1941 al 1950, es reemplazado por la Liga Regional de Lima y Callao. Luego el campeonato chalaco se restaura y participa en las Liguillas de Ascenso con los equipos limeños para ascender a la Segunda Profesional hasta 1973.

## Historia
La Liga Provincial de Fútbol del Callao, se funda el 1 de abril de 1932. Se creó con la mayoría de equipos de Chalacos que se separaron del campeonato organizado por la FPF y formando un torneo propio. El campeonato chalaco, disponía de una primera división, división intermedia, segunda división y tercera división. No obstante, en 1936, la Liga Provincial de Fútbol del Callao, pasa a ser una categoría inferior a la División de Honor. Ese mismo año, se fusiona con su contraparte limeña para formar la Primera División Unificada de Lima y Callao 1936 que otorgaba dos cupos a la División de Honor.
Entre los años 1937 al 1940, los campeones de ambas ligas provinciales competían por el ascenso a la máxima división. En la temporada siguiente, se produce el campeonato de la Liga Regional de Lima y Callao, donde ambas ligas provinciales son fusionadas nuevamente y se mantuvo hasta 1950. 
La Liga Provincial de Fútbol del Callao, se restructura nuevamente con sus divisiones primera, segunda y tercera división provincial para 1951. y continuó hasta 1974.  
Con la aparición de más ligas limeñas distritales, el formato campeonato para ascender a la Segunda Profesional (conformado por equipos de Lima y Callao) cambia. La F.P.F., crea el formato Liguillas de Ascenso. En él, participaban los mejores equipos representantes de las diferentes ligas limeñas y de la Provincia Constitucional del Callao. En 1974, el campeón de la liga clasificó a la Copa Perú 1975 como representante de la Provincia Constitucional del Callao junto al campeón de la Liga Distrital de Ventanilla.
En junio de 1975, la Liga Provincial de Fútbol del Callao fue disuelta y reemplazada por las Ligas Distritales del Callao y la Liga Departamental de Fútbol del Callao (esta última solía denominarse como Liga Provincial del Callao).

## Formato
La estructura del fútbol chalaco de 1932 hasta 1940, se planteó de la siguiente forma:
- Liga Provincial de Fútbol del Callao, Primera Categoría
- División Intermedia, Segunda Categoría
- Segunda División Provincial del Callao ó Segunda Amateur, Tercera Categoría
- Tercera División Provincial del Callao ó Tercera Amateur, Cuarta Categoría

A su vez, todas estaban debajo en jerarquía, con la aparición de la división de honor.
La modifica la estructura del fútbol chalaco entre los periodos 1951 hasta 1974, de la siguiente manera:
- Primera División Provincial del Callao, Primera Categoría (Entre 6 a 10 equipos)
- Segunda División Provincial del Callao, Segunda Categoría (Entre 10 a 16 equipos)
- Tercera División Provincial del Callao, Tercera Categoría (Entre 12 a 18 equipos)

A su vez, todas estaban debajo en jerarquía, con la aparición de la división de honor.

## Campeones
| Año         | Campeón                                                               | Subcampeón                                                            |
| ----------- | --------------------------------------------------------------------- | --------------------------------------------------------------------- |
| 1932        | Atlético Chalaco                                                      | Alianza Frigorífico Nacional                                          |
| 1933        | Alianza Frigorífico Nacional                                          | Jorge Chávez                                                          |
| 1934        | Atlético Chalaco                                                      | Telmo Carbajo                                                         |
| 1935        | Atlético Chalaco                                                      | Telmo Carbajo                                                         |
| 1936        | No se disputó, se jugó la Primera División Unificada de Lima y Callao | No se disputó, se jugó la Primera División Unificada de Lima y Callao |
| 1937        | Progresista Apurímac                                                  | White Star                                                            |
| 1938        | Telmo Carbajo                                                         | Jorge Chávez                                                          |
| 1939        | Social San Carlos                                                     | Telmo Carbajo                                                         |
| 1940        | Telmo Carbajo                                                         | Social San Carlos                                                     |
| 1940 - 1950 | No se disputó, se jugó la Liga Regional de Lima y Callao.             | No se disputó, se jugó la Liga Regional de Lima y Callao.             |
| 1951        | Jorge Washington                                                      | San Lorenzo de Almagro                                                |
| 1952        | San Lorenzo de Almagro                                                | Atlético Barrio Frigorífico                                           |
| 1953        | No se disputó en protesta contra la FPF.                              | No se disputó en protesta contra la FPF.                              |
| 1954        | Chim Pum Callao                                                       | Atlético Barrio Frigorífico                                           |
| 1955        | Unidad Vecinal N.º 3                                                  | Chim Pum Callao                                                       |
| 1956        | Sport Dinámico                                                        | Deportivo Colonial                                                    |
| 1957        | Sport Dinámico                                                        | Telmo Carbajo                                                         |
| 1958        | Sport Dinámico                                                        | Telmo Carbajo                                                         |
| 1959        | Sport Dinámico                                                        | Chim Pum Callao                                                       |
| 1960        | Telmo Carbajo                                                         | Sport Dinámico                                                        |
| 1961        | Íntimos de la Legua                                                   | Telmo Carbajo                                                         |
| 1962        | Deportivo Vigil                                                       | San Lorenzo de Almagro                                                |
| 1963        | Atlético Deportivo Olímpico                                           | Atlético Sicaya                                                       |
| 1964        | Atlético Sicaya                                                       | Sport Dinámico                                                        |
| 1965        | Atlético Barrio Frigorífico                                           | Atlético Ayacucho                                                     |
| 1966        | Atlético Chalaco                                                      | Atlético Barrio Frigorífico                                           |
| 1967        | Deportivo Sima                                                        | Atlético Barrio Frigorífico                                           |
| 1968        | Atlético Barrio Frigorífico                                           | Desconocido                                                           |
| 1969        | Grumete Medina                                                        | Atlético Barrio Frigorífico                                           |
| 1970        | Atlético Chalaco                                                      | Grumete Medina                                                        |
| 1971        | Sport Dinámico                                                        | Desconocido                                                           |
| 1972        | Grumete Medina                                                        | Desconocido                                                           |
| 1973        | Atlético Barrio Frigorífico                                           | Deportivo El Bronce                                                   |
| 1974        | Deportivo Sima                                                        | Defensor La Perla                                                     |

## Equipos con más títulos
| Equipo                      | Títulos | Subtítulos |
| --------------------------- | ------- | ---------- |
| Sport Dinámico              | 5       | 2          |
| Atlético Chalaco            | 5       | 0          |
| Telmo Carbajo               | 3       | 6          |
| Atlético Barrio Frigorífico | 3       | 5          |
| Grumete Medina              | 2       | 1          |
| Deportivo Sima              | 2       | 0          |